# Comarca de Castelo Branco
A comarca de Castelo Branco é uma comarca integrada na divisão judiciária de Portugal. Tem sede em Castelo Branco.
A comarca abrange uma área de 6 675 km² e tem como população residente 225 916 habitantes (2011).
Integram a comarca de Castelo Branco os seguintes municípios:
- Castelo Branco
- Belmonte
- Covilhã
- Fundão
- Idanha-a-Nova
- Sertã
- Oleiros
- Penamacor
- Proença-a-Nova
- Vila de Rei
- Vila Velha de Ródão

A comarca de Castelo Branco integra a área de jurisdição do Tribunal da Relação de Coimbra.